# Nederländska Antillerna i olympiska sommarspelen 2008
Nederländska Antillerna i olympiska sommarspelen 2008 bestod av två deltagare från Nederländska Antillerna, löparen Churandy Martina på 100 meter och 200 meter samt sportskytten Philip Elhage.

## Friidrott
- Huvudartikel: Friidrott vid olympiska sommarspelen 2008

Förkortningar
- Noteringar – Placeringarna avser endast löparens eget heat
- Q = Kvalificerad till nästa omgång
- q = Kvalificerade sig till nästa omgång som den snabbaste idrottaren eller, i fältgrenarna, via placering utan att uppnå kvalgränsen.
- NR = Nationellt rekord
- N/A = Omgången ingick inte i grenen
- Bye = Idrottaren behövde inte delta i denna omgång

Herrar
Bana och landsväg
| Churandy Martina | 100 m | 10.35 | 1 Q | 9.99  | 1 Q | 9.94     | 3 Q | 9.93 NR | 4   |
| Churandy Martina | 200 m | 20.78 | 3 Q | 20.42 | 2 Q | 20.11 NR | 1 Q | DSQ     | DSQ |

## Simning
- Huvudartikel: Simning vid olympiska sommarspelen 2008

## Skytte
- Huvudartikel: Skytte vid olympiska sommarspelen 2008